# سی۹ انترتینمنت
سی۹ انترتینمنت (کره‌ای: C9 엔터테인먼트; انگلیسی: C9 Entertainment) یک آژانس سرگرمی در کره جنوبی است که در سال ۲۰۱۲ توسط کیم ده-سون بنیان‌گذاری شد. این شرکت به عنوان ناشر موسیقی، آژانس استعدادیابی، شرکت تولید موسیقی و مدیریت رویدادها فعالیت می‌کند. این شرکت، تابعهٔ شرکت کره کلیر، شرکت مادر کلاودناین گریزون و لنزناین (تا سال ۲۰۱۸) بوده‌است.